# Quantos-queres
Um quantos-queres, também conhecido como jogo do cocas ou simplesmente cocas, é um brinquedo de papel, feito em origami, usado em jogos infantis. 

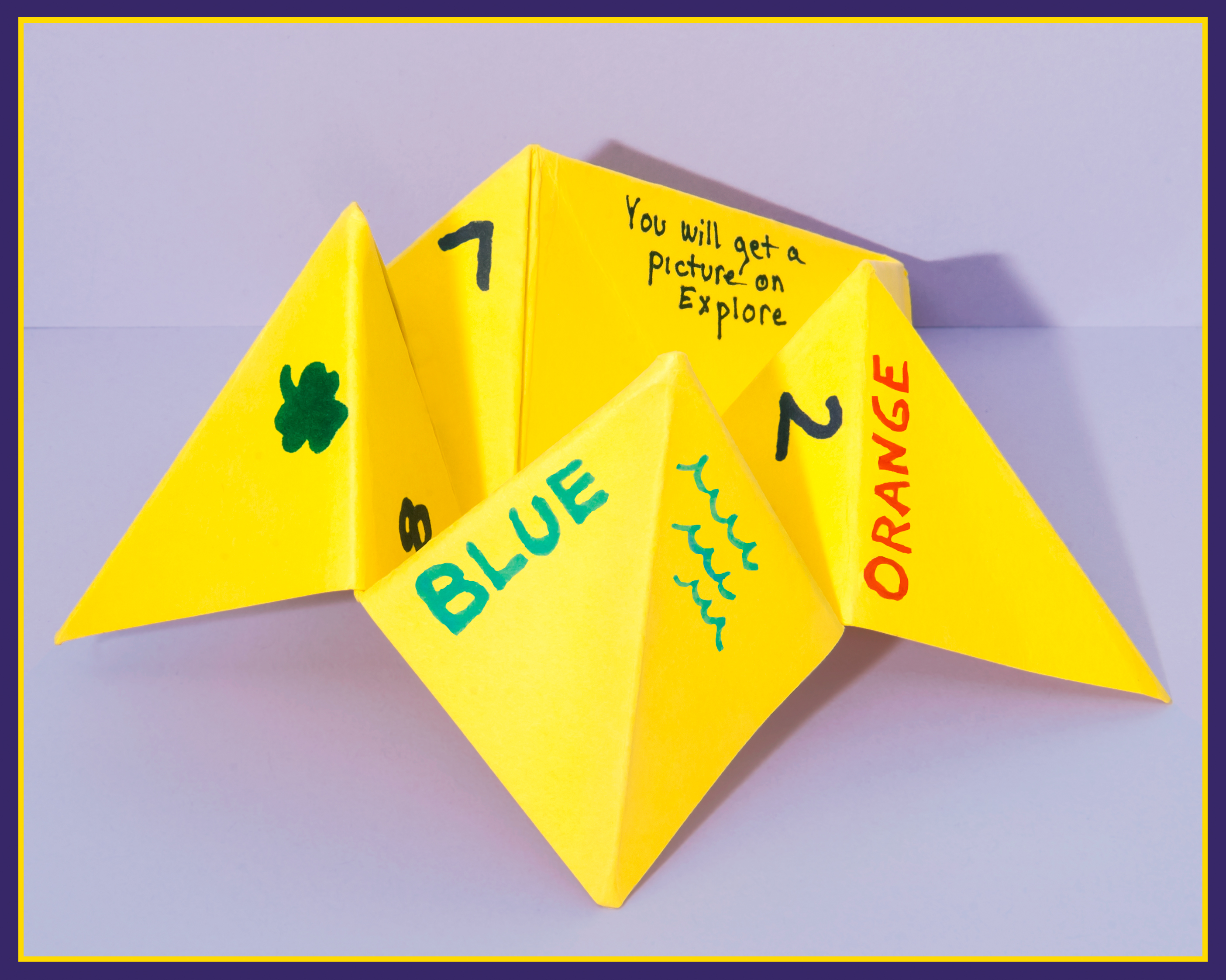
Exemplo de um quantos-queres, decorado com símbolos, cores, números e mensagens escritas no interior

A folha com que é feito o quantos-queres é decorada com cores ou números que servem como opções para o jogador escolher. A folha é dobrada de maneira a formar, no interior, oito abas, cada qual ocultando uma mensagem.
A pessoa que manuseia o quantos-queres fá-lo com base nas escolhas feitas pelo jogador, que ora selecciona números ou cores, em conformidade com aquilo que estiver assinalado no quantos-queres, de maneira a revelar as mensagens ocultas. A natureza do jogo, assenta em servir-se do quantos-queres para responder a perguntas ou para ajudar a sortear tarefas, actividades ou imagens, com algum grau de aleatoriedade para o jogador.

## Construção
Pode fazer-se um quantos-queres seguindo-se os passos da ilustração infra:
1. Servindo-se de uma folha de papel quadrada, dobra-se a folha na diagonal e na oblíqua, pelos cantos do papel, de modo a formar um X com os vincos.[2]
2. Depois dobram-se os quatro cantos até ao centro, de maneira a formar um quadrado.[2]
3. Vira-se a folha dobrada deste modo ao contrário e volta-se a dobrar os cantos em direcção ao centro, tal como se fez da vez anterior, de maneira a ficar com um quadrado mais reduzido.[2]
4. Nesta fase, decoram-se os triângulos formados pelas dobras com diferentes cores, números ou frases, consoante aquilo que se pretenda fazer constar do quantos-queres.[2]
5. De seguida, volta-se a virar ao contrário o papel e dobram-se os quatro cantos internos do papel dobrado para cima de maneira, formando assim os bolsos de papel em cada um dos quatro cantos, onde os jogadores põem os dedos, para poder jogar.[2]

## Uso
Para usar o quantos-queres, o jogador põe quatro dedos dentro dos quatro bolsos formados pelos cantos do papel dobrados, mantendo dois pares de cantos juntos e os outros dois pares separados para que apenas metade dos lados internos dos cantos seja visível. Isto tanto pode ser feito com os dedos indicadores e polegares de duas mãos, ou com o polegar e três dedos de uma mão.
As formas de usar, depois, podem ser diferentes, consoante o método. 
Um dos métodos de jogo mais comuns, implica que o jogador faça uma pergunta à pessoa que está a usar o quantos-queres, para que depois essa pergunta seja respondida através do quantos-queres e das respostas que nele estão escritas. Assim, o pessoa que estiver a usar o quantos-queres pede ao jogador para indicar um número ou uma cor, consoante aquilo com que estiver decorado o quantos-queres.
Uma vez escolhido o número ou a cor, a pessoa que estiver a usar o quantos queres, mexe os dedos para alternar entre os dois grupos de cores e números dentro do quantos-queres, alternando entre eles um número de vezes, determinado pelo número de letras na cor selecionada ou pelo número originalmente escolhido pelo jogador ou pelo número de sílabas fonéticas da pergunta feita pelo jogador.
Depois de o portador terminar de alternar as posições do quantos-queres, o jogador escolhe uma das abas reveladas. Essas abas geralmente têm cores ou números nelas inscritas. O portador então levanta a aba do papel dobrado e revela a mensagem escrita por baixo. Os passos podem ser repetidos tantas vezes conforme necessário.